# Toyota

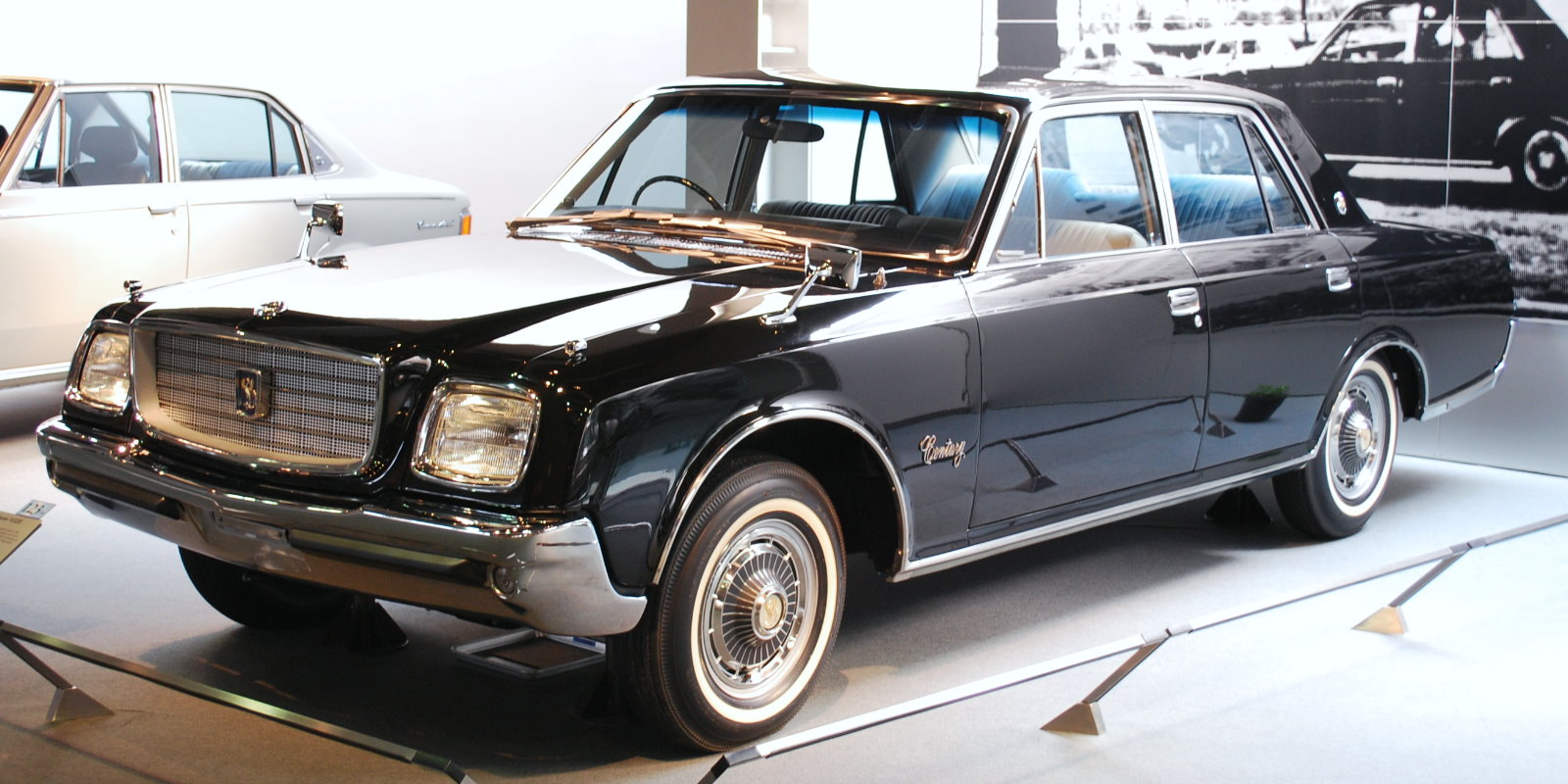
Toyota Century (1967)

Toyota Motor Corporation (Japans: トヨタ自動車株式会社, Toyota Jidōsha Kabushiki-gaisha) behoort tot de top drie van grootste autofabrikanten ter wereld. De drie bekendste merknamen zijn Toyota, Daihatsu en Hino. Qua verkoopaantallen strijden Toyota en Volkswagen AG om de eerste plaats, beiden produceren ongeveer 10 miljoen voertuigen op jaarbasis. De Japanse beursgenoteerde onderneming maakt deel uit van de Nikkei 225.

## Geschiedenis
Een Japanse ondernemer, Sakichi Toyoda, vond aan het einde van 19e eeuw een weefmachine uit die automatisch stopte zodra de draad brak. Hierdoor kon één werknemer meerdere machines beheren, waar vroeger per machine een werknemer nodig was om de machine te stoppen als de draad brak. Een Engels bedrijf betaalde een groot bedrag om de weefmachine in Europa te mogen bouwen. De zoon van Toyoda, Kiichiro Toyoda, kreeg dit geld om een eigen bedrijf op te richten. Kiichiro besloot autofabrikant te worden.
In 1936 begon de productie van het eerste model AA. Een jaar later werd de fabriek hernoemd naar Toyota Motor Corporation. Kiichiro Toyoda stelde zich als doel om de beste auto's van de wereld te bouwen. Vlak na de Tweede Wereldoorlog werd een kwaliteitscontrolesysteem voor auto's ingevoerd, onder de naam "Toyota production system", wat later wereldwijd bekend raakte als Lean manufacturing. De Toyota's raakten (zoals zoveel Japanse automerken) al snel bekend om hun betrouwbaarheid. De doelstelling voor Kiichiro Toyoda was in dat opzicht geslaagd. Het bedrijf staat bekend om een speciale bedrijfsfilosofie die wel 'Toyotisme' wordt genoemd; het was het eerste bedrijf dat het just in time-concept invoerde als productiemethode; een bedenksel van Toyota's productiechef Taiichi Ohno. Nog steeds is Toyota een voorloper in diverse kwaliteitsmanagement- en productiemanagementprincipes.
Het best verkochte model is de Toyota Corolla. Na de introductie in 1966 werd de Corolla dermate populair dat het model al snel naar zeven landen werd geëxporteerd, waaronder ook Nederland. Enkele jaren hierna was de vraag naar Corolla's wereldwijd zo toegenomen dat Toyota besloot voor dit model een geheel nieuwe fabriek te bouwen. In 1969 exporteerde Toyota ca. 10.000 Corolla's per maand, en een jaar later was dat aantal verdubbeld. Vier jaar na de introductie van dit model reed de miljoenste Corolla van de band. Weer een jaar later werd de miljoenste Corolla geëxporteerd.
Hoofdzakelijk voor de Japanse markt, werd in 1967 gestart met de productie van de Toyota Century, die wel wordt gezien als het vlaggenschip van Toyota. Het eerste model van de Century was gebaseerd op de Crown Eight, een luxere versie van de Crown uit S40-serie. De eerste generatie Century (G20, G30, G40) werd geproduceerd van 1967 tot 1997. De G50-serie, de tweede generatie, werd gemaakt tussen 1997 en 2016. In 2018 ging de derde generatie van start (G60).
Ook de Toyota Prius baarde opzien. Bij zijn introductie in 1997 was het de eerste in serie geproduceerde hybride auto ter wereld. In 2003 waren van de Prius circa 100.000 exemplaren geproduceerd. In 2004 verscheen een nieuw en verbeterd model van de Prius op de markt, dat zelfs nog zuiniger was. In 2008 werd een nieuwe mijlpaal bereikt: 1.000.000 stuks.
In 1999 kocht Toyota een meerderheidsbelang van 51% in de Japanse producent van kleine motorvoertuigen Daihatsu. Daihatsu produceert deze voertuigen voor verkoop onder eigen naam, maar ook voor Toyota. In januari 2016 werd bekend dat Toyota alle aandelen Daihatsu wilde kopen. De transactie had een waarde van 2,9 miljard euro en werd in augustus 2016 afgerond. Daihatsu gaat zich meer richten op de markt voor kleine auto’s en zal hierbij gebruikmaken van Toyota’s verkoopervaring en dealernetwerk.
In het eerste kwartaal van 2007 werd Toyota de grootste autofabrikant ter wereld. General Motors, dat 76 jaar lang de grootste was, zakte naar de tweede plaats.
Toyota introduceerde in 2015 de Toyota Mirai; Japans voor toekomst. Het is de opvolger van de Prius, waarvan er sinds de introductie ruim 8 miljoen exemplaren zijn verkocht. De Mirai is een waterstofauto en Toyota streeft ernaar om in 2050 geen benzine- of dieselmotoren meer te gebruiken. Door het gebruik van waterstof is de enige emissie water. Toyota indiceert dat de totale uitstoot van koolstofdioxide gedurende de gehele levensduur van het voertuig 50% tot 70% lager is in vergelijking tot conventionele benzine- of dieselvoertuigen. Het voertuig heeft een bereik van 550 kilometer en tanken duurt niet langer dan vijf minuten. Dit is sneller dan een elektrische auto aan een oplaadpaal. Nadeel is dat er speciale tankstations nodig zijn die tot vijfmaal duurder zijn dan conventionele benzinestations.

## Kerncijfers
Toyota produceert zo’n 9 miljoen voertuigen per jaar, waarvan ongeveer 4 miljoen in Japan. De productie in de Chinese autofabrieken waarin Toyota participeert, zijn niet in dit totaal meegenomen. Toyota heeft daarmee een wereldwijd marktaandeel van iets meer dan 10% en strijdt met Volkwagen Groep om de eerste plaatst van grootste automobielfabrikanten. In het boekjaar tot 31 maart 2024 werden 2,0 miljoen voertuigen in Japan verkocht en alleen in de Verenigde Staten werden met 2,8 miljoen stuks meer voertuigen verkocht. Ruim een derde van de verkochte voertuigen is deels of volledig elektrisch aangedreven. In 2024 werd een derde van de omzet behaald in Japan en eveneens een derde in de Verenigde Staten. Het bedrijf geeft per jaar zo’n 1200 miljard yen uit aan onderzoek en ontwikkeling, dit is ongeveer 3,5% van de omzet. Het bedrijf telt bijna 400.000 werknemers.
Toyota is een groot bedrijf met belangen in veel bedrijven. In 2024 had het 577 bedrijven die in de consolidatie waren meegenomen en nog eens 165 bedrijven waarvan alleen het nettoresultaat werd opgenomen. Er zijn ook veel financiële kruisverbanden, zo heeft dochteronderneming Toyota Industries Corporation een aandelenbelang van bijna 9% in Toyota Motor Corporation. Omgekeerd heeft Toyota Motor en dochterondernemingen een gezamenlijk aandelenbelang van 38% in Toyota Industries. Per eind september 2024 had Toyota Motor met 126 bedrijven, waarvan 34 beursgenoteerd, een wederzijds aandelenbelang.
In 2009 leed het bedrijf voor het eerst sinds 1950 een verlies. Het verlies was 437 miljard yen (3,3 miljard euro) groot en werd vooral veroorzaakt door een sterke terugval in de autoverkopen als gevolg van de kredietcrisis. Toyota had in dat jaar een productiecapaciteit van 10 miljoen voertuigen en deze kosten drukten zwaar op de resultaten.
Toyota heeft een gebroken boekjaar dat loopt van eind maart tot begin april in het volgende jaar. Hieronder een overzicht van de autoverkopen en financiële resultaten van het bedrijf tot het afgesloten boekjaar per 31 maart 2024.
| Jaar | Autoverkopen (× miljoen) | Omzet           | Netto- resultaat | Rentabiliteit eigen vermogen |
| Jaar | Autoverkopen (× miljoen) | (× miljard yen) | (× miljard yen)  | Rentabiliteit eigen vermogen |
| ---- | ------------------------ | --------------- | ---------------- | ---------------------------- |
| 2008 | 8,9                      | 26.289          | 1718             | 14,5%                        |
| 2009 | 7,6                      | 20.530          | –437             | -4,0%                        |
| 2010 | 7,2                      | 18.951          | 209              | 2,1%                         |
| 2011 | 7,3                      | 18.994          | 408              | 3,9%                         |
| 2012 | 7,4                      | 18.584          | 284              | 2,7%                         |
| 2013 | 8,9                      | 22.064          | 962              | 8,5%                         |
| 2014 | 9,1                      | 25.692          | 1823             | 13,7%                        |
| 2015 | 9,0                      | 27.235          | 2173             | 13,9%                        |
| 2016 | 8,7                      | 25.403          | 2313             | 13,8%                        |
| 2017 | 9,0                      | 27.597          | 1831             | 10,6%                        |
| 2018 | 9,0                      | 29.380          | 2494             | 13,7%                        |
| 2019 | 9,0                      | 30.226          | 1883             | 9,8%                         |
| 2020 | 9,0                      | 29.930          | 2076             | 10,4%                        |
| 2021 | 7,6                      | 27.215          | 2245             | 10,2%                        |
| 2022 | 8,2                      | 31.380          | 2850             | 11,5%                        |
| 2023 | 8,8                      | 37.154          | 2493             | 9,0%                         |
| 2024 | 9,4                      | 45.095          | 5071             | 15,8%                        |

## Bedrijfsstrategie
Toyota staat bekend om haar bedrijfsstrategie die geleid heeft tot een hoge kwaliteit en klanttevredenheid. Deze is opgesplitst in twee onderdelen:
- The Toyota Way: een organisatiecultuur die zich richt op continu verbeteren (kaizen) en respect voor mensen.
- Toyota Production System: het beleid dat gericht is op lean manufacturing. Het verbeteren van efficiëntie en kwaliteit in samenwerking met medewerkers, klanten en leveranciers.

Een andere idee is Genchi Genbutsu waarbij men ervan uit gaat dat je een probleem pas volledig kunt begrijpen nadat je ter plaatse (op de gemba) bent komen kijken en luisteren. Medewerkers worden aangemoedigd om zelf op het bedrijf rond te lopen om te zien wat er speelt en wat er verbetert kan worden. De principes achter deze strategieën zijn later overgenomen door andere bedrijven, zowel binnen als buiten de auto-industrie. Daar moet bij gezegd worden dat de term Lean manufacturing vooral buiten Toyota gehanteerd wordt terwijl het wel binnen dit bedrijf ontstaan is.

### The Toyota Way
The Toyota Way baseert zich op het idee dat processen voortdurend geanalyseerd en verbeterd dienen te worden en dat vele kleine verbeteringen uiteindelijk zullen leiden tot optimale bedrijfsprocessen. Hierbij worden alle medewerkers op alle niveaus binnen het bedrijf aangemoedigd om proactief met verbetervoorstellen te komen. Om dit te bereiken is het noodzakelijk om respectvol met elkaar om te gaan om zo een cultuur te creëren waarin iedereen zich vrij voelt om met ideeën naar voren te komen. Om een bedrijf optimaal te laten functioneren is een cultuur van samenwerking en vertrouwen van groot belang. The Toyota Way bestaat uit veertien principes.
De zeven principes gericht op continu verbeteren:
- Bedrijfsbeslissingen moeten gericht zijn op een langetermijnvisie. Ook als dit ten koste gaat van winst op de korte termijn.
- Creëer een continu verbeterproces om problemen in kaart te brengen en werkprocessen te verbeteren. Op deze manier kan verspilling (muda), zoals overproductie en wachttijden worden geminimaliseerd. Met name hier speelt Kaizen een grote rol. Door te analyseren, verbeteringen door te voeren en te evalueren.
- Gebruik een pullproductieproces. Dit houdt in dat een handeling en productie pas plaatsvindt nadat een signaal is gegeven vanuit het vervolgproces het dit nodig heeft. Het principe van kanban
- Verdeel het werk zo gelijkmatig mogelijk (heijunka). Hiermee voorkom je ongelijkheid in productieniveaus en voorkom je overbelasting van medewerkers.
- Geef iedere medewerker de mogelijkheid om het productieproces stil te leggen om een kwaliteitsprobleem op te lossen. Op deze manier wordt voorkomen dat een product al fouten bevat voordat het af is.
- Gebruik zoveel mogelijk standaard processen.
- Gebruik visuele hulpmiddelen om het werk te ondersteunen. Op deze manier wordt het werk makkelijker en fouten voorkomen omdat een medewerker niet hoeft te zoeken.

De zeven principes voor respect zijn:
- Als er een probleem is of verbetering nodig is dan dient het management zelf polshoogte te komen nemen (Genchi Genbutsu)
- Neem beslissingen met consensus waarbij iedereen de tijd krijgt om mee te denken. Dit maakt het beslisproces weliswaar langzamer maar de beslissing wordt dan wel breed gedragen. Als de beslissing is genomen dient deze snel doorgevoerd te worden (nemawashi).
- Bied de medewerkers de mogelijkheid zichzelf constant te verbeteren en de filosofie van het bedrijf te omarmen.
- Gebruik alleen technieken waarvan vastgesteld is dat deze betrouwbaar zijn.
- Zorg voor leiderschap van mensen die echt weten hoe het werk op de betreffende afdeling eruit ziet.
- Implementeer een lerende organisatie (hansei) en verbeter continu (Kaizen). zoek bij een probleem net zo lang door totdat de echte oorzaak gevonden is.
- Maak gebruik van de kennis van zakenpartners en leveranciers om je eigen productie te verbeteren. Geef deze hulp ook terug aan hen.

### Toyota Production System
Het Toyota Production System is gericht op het verminderen of zelfs elimineren van verspilling. Hierbij spelen lean manufacturing en Jidoka (automatisering met een menselijke kant) de hoofdrol. Het systeem kent zeven onderwerpen waarop verspilling geëlimineerd moet worden:
- Overproductie
- Wachttijden
- Transport
- Productie (zo efficiënt mogelijk produceren)
- Opslag (kleine magazijnen en just-in-time-delivery)
- Handelingen
- Defecte producten
- Onvoldoende opgeleide medewerkers (door goed te investeren in bijscholing)

## Modellen en andere merken

### Modellen van Toyota (incompleet)

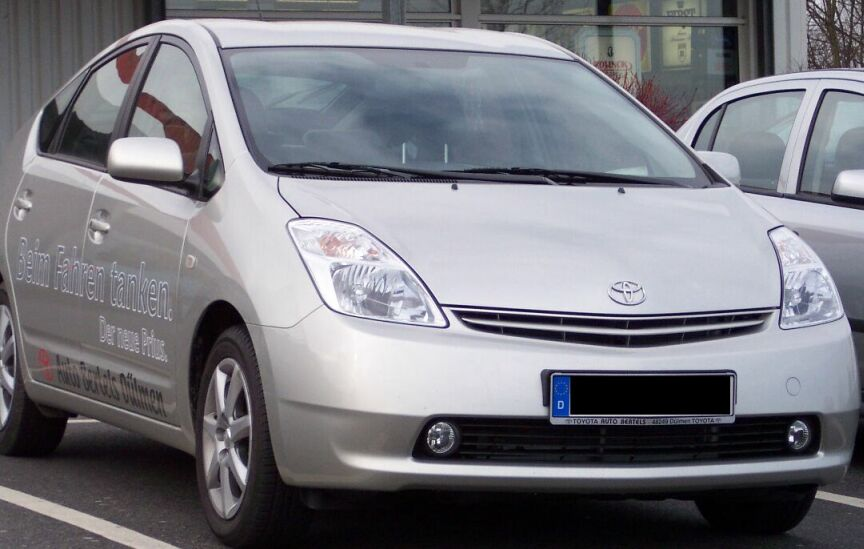
Toyota Prius

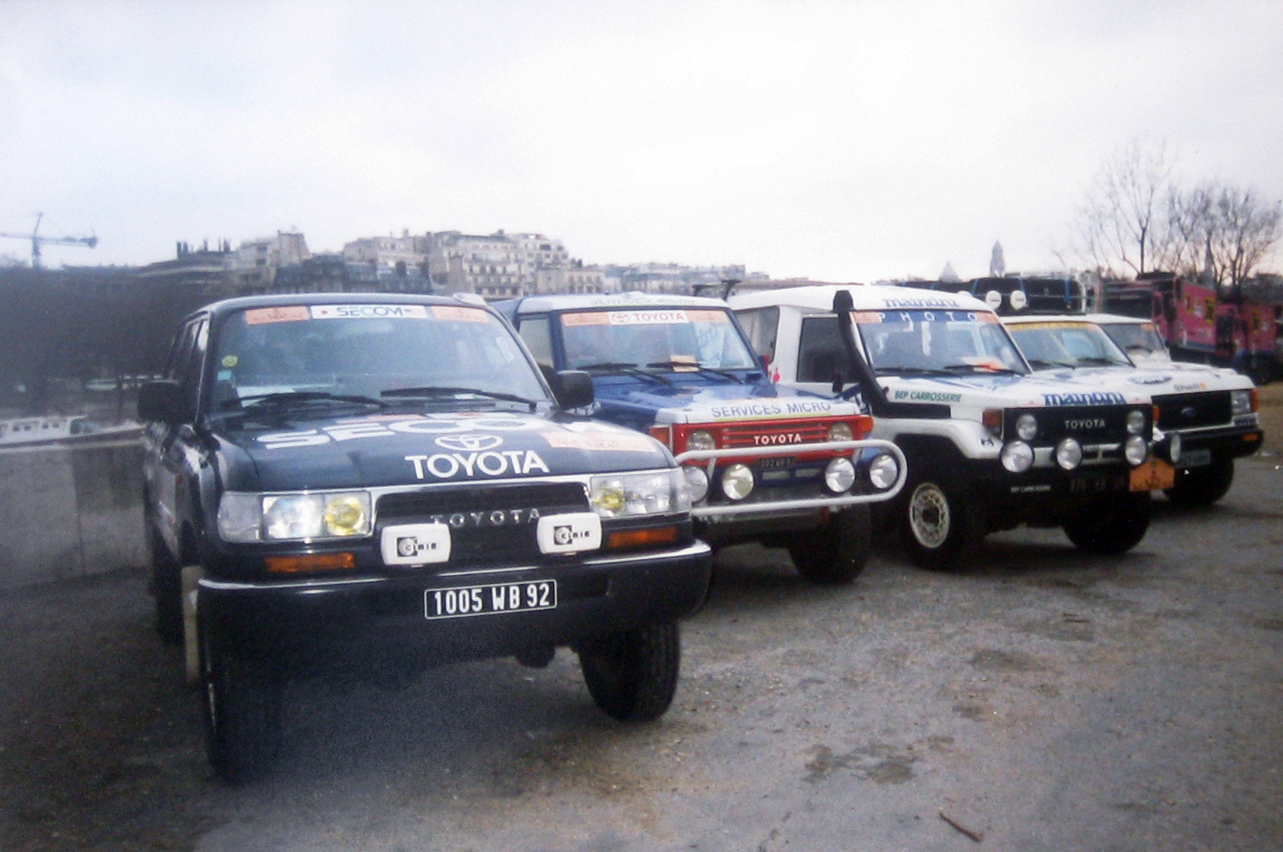
Rally Dakar, 1992

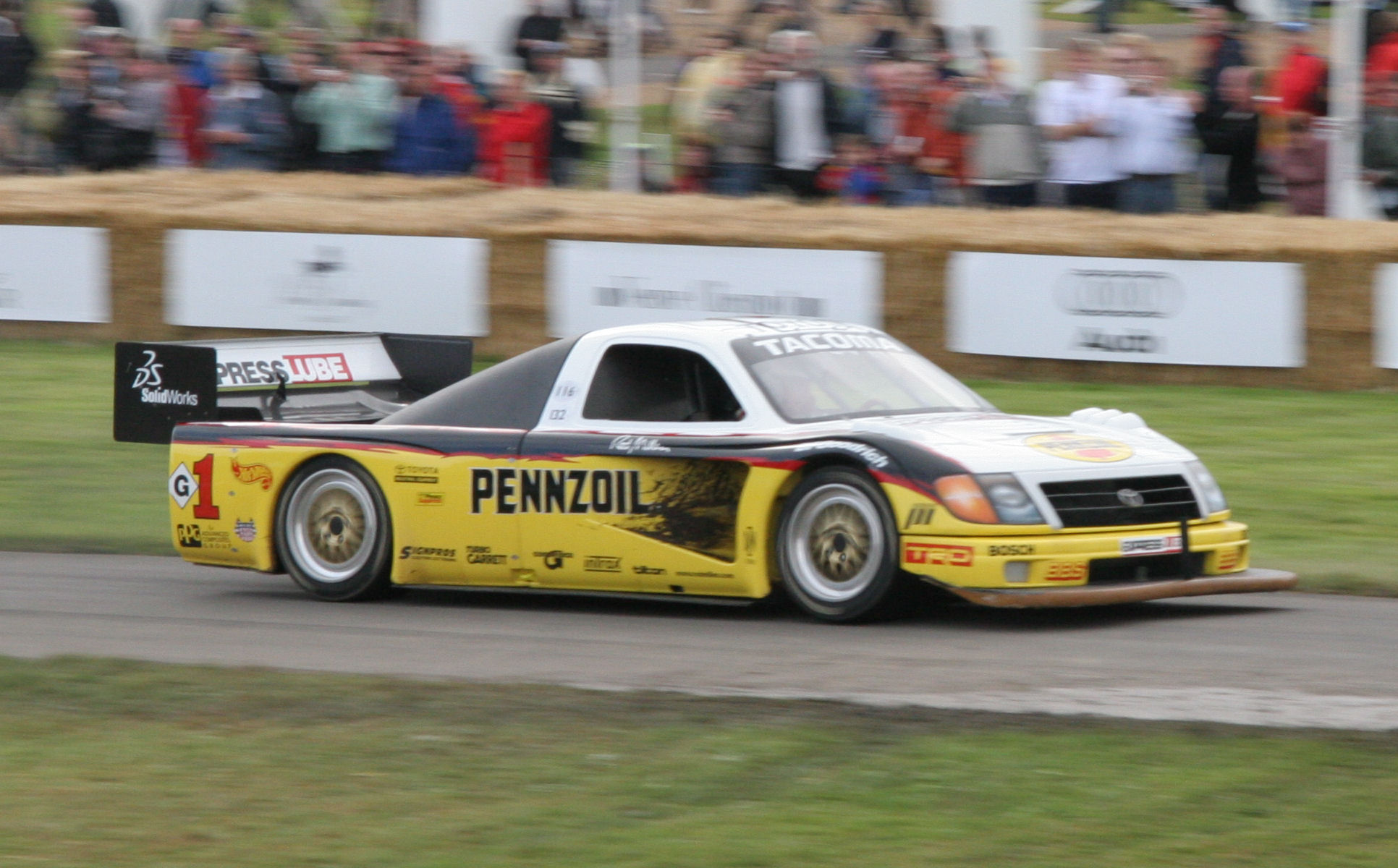
Pikes Peak Toyota Tacoma

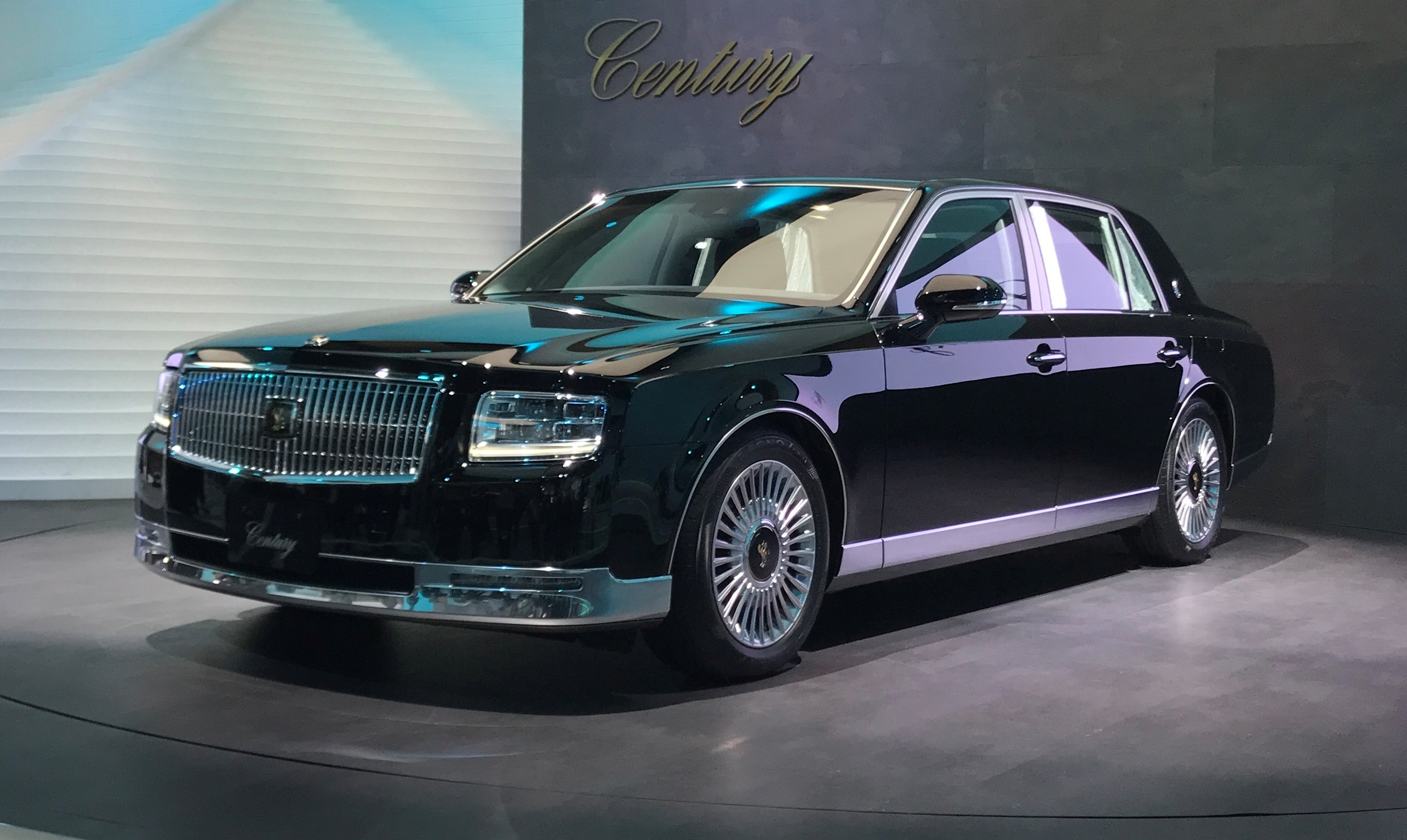
Toyota Century

#### Huidig modelgamma in Nederland en België
- Toyota Aygo
- Toyota Camry
- Toyota Corolla
- Toyota C-HR
- Toyota Highlander
- Toyota Hilux
- Toyota Land Cruiser
- Toyota Mirai
- Toyota Prius
- Toyota Proace
- Toyota RAV4
- Toyota (GR) Supra
- Toyota Yaris
- Toyota Yaris Cross
- Toyota bZ4X

#### Leverbaar buiten Europa
- Toyota 4Runner
- Toyota Alphard
- Toyota Avalon
- Toyota Century
- Toyota Crown
- Toyota FJ Cruiser
- Toyota Fortuner
- Toyota GT 86
- Toyota Mark X
- Toyota Prius C
- Toyota Probox
- Toyota Rush
- Toyota Sequoia
- Toyota Sienna
- Toyota Tacoma
- Toyota Tundra
- Toyota Venza
- Toyota Wish

#### Uit productie
- Toyoda AA (Toyota Model AA), allereerste personenauto
- Toyota 1000
- Toyota 2000 GT
- Toyota 7
- Toyota Auris
- Toyota Avensis
- Toyota Avensis Verso
- Toyota bB
- Toyota Carina
- Toyota Celica
- Toyota Corolla AE86
- Toyota Corolla Verso
- Toyota Corona
- Toyota Cressida
- Toyota Curren
- Toyota Dyna
- Toyota Hiace
- Toyota iQ
- Toyota Lite-ace
- Toyota Matrix
- Toyota Model AC
- Toyota MR2
- Toyota Opa
- Toyota Paseo
- Toyota Picnic
- Toyota Previa
- Toyota Sera
- Toyota Starlet
- Toyota Tercel
- Toyota Urban Cruiser
- Toyota Yaris Verso
- Toyota Verso
- Toyota Verso-S (wordt in Nederland niet meer verkocht; compacte ruimteauto)

### Merken
Het Toyota-concern heeft ook andere automerken onder zijn vleugels:
- Lexus
- Daihatsu
- Scion
- Hino Motors